# Aldona Kmieć
Aldona Kmieć (* 16. června 1977 v Blachownii) je polsko-australská umělkyně, fotografka, esejistka; od roku 2004 žije v exilu, do roku 2009 ve Velké Británii, poté v Austrálii, Queenslandu a Victorii.
Profesionálně se zabývá portrétní, streetovou a dokumentární fotografií.

## Životopis
Dětství prožila v Bieżeni u Čenstochové. Absolvovala 7. střední školuMikuláše Koperníka v Čenstochové, Londýnská metropolitní univerzita, členka Unie australských výtvarných umělců N. A. PROTI A a Polskiej Fundacji Artystycznej PAF v Melbourne.
Od roku 2010 žije v Ballaratu ve státě Victoria v Austrálii a pracuje jako umělecká fotografka. V letech 2012–2014 byla dobrovolnicí a multikulturní velvyslankyní města Ballarat a účastnicí každoročního stipendia pro budoucí členy  Leadership Ballarat Western Region.
Od roku 2011 je spojena s Mezinárodním festivalem fotografie v Ballaratu, je členkou správní rady organizace Ballarat Arts Alive a aktivistkou v uměleckých kruzích.
Byla finalistkou literární soutěže o emigraci publikované v knize "'Moja emigracja. My Migration", Australia, vítězka 3. místa v mezinárodní soutěži Airbnb Open Host Stories Contest za příhodně pojmenovaný příběh „Fear of Flying“. V příběhu Aldona vypráví, jak se jí podařilo překonat strach z létání, když ji její host, profesionální pilot, vynesl do nebe.
V roce 2013 byla moderátorkou pouličního nástěnného obrazu 'We R You' v Ballaratu, ve které fotografovala stovky obyvatel města umístěných na velkých černobílých plakátech na veřejných budovách. Projekt byl představen při otevření Muzea australské demokracie v Eurece a v Galerii Odwach během Dní Čenstochové v roce 2015. Projekt byl natočen australskou televizí Channel 7 pro program Better Homes and Gardens a odvysílán 29. září 2015.

## Vybrané fotografické výstavy
- 2017: In the process of healing Ballarat International Foto Biennale[16]
- 2016: THIS IS ME: Examination of the art of self image, The Lost Ones Gallery, Ballarat[17]
- 2015/2016: Flight in Light and Time - Point of View Within, PolArt Festival, Victorian Artists Society, Melbourne[18]
- 2015: Renata Dąbrowska, Paweł Roman i Aldona Kmieć o portrecie, Galeria Odwach, Czestochowa
- 2015: Dreamscapes, Ballarat Foto Biennale[19]
- 2014: Finalistka ocenění Bowness Photography Prize, skupinová výstava, Monash Gallery of Art, Melbourne[20]
- 2014: Head On Festival, Paddington Reservoir Gallery, Sydney
- 2013: CCP Leica Salon, Centrum současné fotografie, Melbourne[21]
- 2013: Umělecká rezidence Under the Floorboards Artist residency, Fine Art Gallery, Ballarat
- 2013: Australia, a New Chapter (Austrálie, nová kapitola), Ballarat Foto Biennale[22]
- 2011: Transient, Ballarat Foto Biennale
- 2008: Thirteen, skupinová výstava, AOP Gallery, Londýn

## Ocenění
- 2017 3. místo v Airbnb Open Host Stories Contest[8][23]
- 2016 Finále, Eureka Art Prize, Ballarat[24]
- 2015 Finále, The Maggie Diaz Photography Prize, Melbourne
- 2014 1. cena, BAF Eureka Art Prize[25]
- 2014 Finále, William and Winifred Bowness Photography Prize, Monash Gallery of Art, Melbourne
- 2014 Finále, Head On Photo Festival, Sydney
- 2013 1. cena CCP Leica Salon, Centre of Contemporary Photography, Melbourne
- 2013 1. cena Eureka Art Prize, Ballarat Arts Foundation
- 2012 Čestné uznání, Black & White Spider Awards[26]
- 2012 Finále  w konkursie literackim „Moja emigracja. My Migration”, Wydawnictwo Favoryta Australia[6]
- 2011 finále AOP Open Awards, Londýn
- 2008 1. místo v soutěži o nejlepší fotografii na konci roku, AOP Gallery Londýn[27]